# Liodrosophila contracta
Liodrosophila contracta är en tvåvingeart som beskrevs av Oswald Duda 1926. Liodrosophila contracta ingår i släktet Liodrosophila och familjen daggflugor. Inga underarter finns listade i Catalogue of Life.